# Ragnall Thorgillsson
Ragnall Thorgillsson (m. 1146), (irlandés: Ragnall mac Torcaills) fue un caudillo vikingo y monarca del reino de Dublín. Hijo del rey Thorkell, según diferentes fuentes de los anales irlandeses murió en batalla contra el reino de Mide:
«Una matanza tuvo lugar a los extranjeros de Ath-cliath [Dublin] por la gente de East Meath, donde doscientas personas fueron asesinadas, junto a Raghnall Mac Torcaill, Mormaer de Ath-cliath, y Jufraigh, y muchos otros de sus caudillos.»
Los anales contemporáneos sugieren que Óttar, un caudillo vikingo de las Hébridas, compartía el poder en diarquía con Ragnall. Ragnall estaba posiblemente subordinado a Óttar, y el argumento que lo sustenta es el título de mormaer para describir a Ragnall en los anales, mientras que otras fuentes le denominan rey (en irlandés: «rí»).
Posiblemente los hermanos de Ragnall, Brotar y Hasculf, estuvieron involucrados en la muerte de Óttar, pues aunque al principio colaboraron en el gobierno de Dublín, una suerte de diferencias y disputas hereditarias desembocaron en tragedia.